# The Falcon
The Falcon is een Amerikaanse punk supergroep. De band bestaat uit zanger en gitarist Brendan Kelly, drummer Neil Hennessy en zanger en basgitarist Dan Andriano.

## Geschiedenis
De band gaf zijn eerste ep uit in 2004. Het eerste studioalbum van de band, Unicornography, werd uitgegeven op 26 september 2006. Dit album bevat onder andere opnieuw opgenomen nummers die ook op het eerste ep van de band te horen zijn, zoals "I'm So Happy I Could Just Cry Myself to Sleep -or- The Routes We Wander" en "Building the Perfect Asshole Parade -or- Scratching Off the Fleas." Op 21 maart 2015 maakte Dave Hause bekend dat hij bij de band ging spelen.
Op 18 maart 2016 kwam het tweede studioalbum getiteld Gather Up the Chaps uit. Het werd net zoals voorgaande albums uitgegeven door Red Scare Industries en is bijna tien jaar na het debuutalbum van de band uitgekomen.

## Leden
- Brendan Kelly - zang, gitaar
- Neil Hennessy - drums
- Dan Andriano - basgitaar
- Dave Hause - gitaar

## Discografie
Studioalbums
- Unicornography (2006)
- Gather Up the Chaps (2016)

Ep's en singles
- God Don't Make No Trash or Up Your Ass with Broken Glass (ep, 2004)
- "Hasselhoff Cheesburger" (single, 2016)

Videoclips
- "The La-Z-Boy 500" (2008)